# فرودگاه لیکوود
فرودگاه لیکوود  (به انگلیسی: Lakewood Airport) یک فرودگاه همگانی بهره‌برداری هوایی است که یک باند فرود آسفالت دارد و طول باند آن ۸۸۸ متر است. این فرودگاه در شهر لیک وود، نیوجرسی کشور ایالات متحده آمریکا قرار دارد و در ارتفاع ۱۳ متری از سطح دریا واقع شده است.